# Pact cu Diavolul (film)
Pact cu Diavolul (original The Devil's Advocate sau Devil's Advocate) este un film thriller de mister american din 1997, bazat pe romanul lui Andrew Neiderman cu același nume. Filmul e regizat de Taylor Hackford și îi are ca protagoniști pe Keanu Reeves, Al Pacino și Charlize Theron.

## Distribuție
- Keanu Reeves în rolul lui Kevin Lomax
- Al Pacino în rolul lui John Milton/Satan
- Charlize Theron în rolul lui Mary Ann Lomax
- Jeffrey Jones în rolul lui Eddie Barzoon
- Judith Ivey în rolul lui Alice Lomax
- Connie Nielsen în rolul lui Christabella Andreoli
- Craig T. Nelson în rolul lui Alexander Cullen
- Heather Matarazzo în rolul lui Barbara
- Tamara Tunie în rolul lui Jackie Heath
- Ruben Santiago-Hudson în rolul lui Leamon Heath
- Debra Monk în rolul lui Pam Garrety
- Vyto Ruginis în rolul lui Mitch Weaver, Justice Dept.
- Laura Harrington în rolul lui Melissa Black
- Pamela Gray as Diana Barzoon
- George Wyner în rolul lui Meisel
- Don King în rolul lui himself
- Delroy Lindo (uncredited) as Phillipe Moyez
- Chris Bauer în rolul lui Lloyd Gettys